# Рудракша
Рудра́кша (санскр. रूद्राक्ष — «глаза Рудры» [иногда называют «слезой Рудры»], лат. Elaeocarpus ganitrus) — вид вечнозелёных широколиственных деревьев семейства элеокарповых. Произрастает по преимуществу на Индо-Гангской равнине и в предгорьях Гималаев. Используется в народной медицине. Древесина рудракши светло-белого цвета. Она достаточно прочна, за что её ценят — так, во время Второй мировой войны её использовали для изготовления самолётных винтов.
Зёрна, выросшие в Непале, называются «рудракша». Зёрна, выросшие в Индонезии, называются «индракша». Зёрна, выросшие в Индии, называются «бхадракша». Место произрастания рудракши никоим образом не влияет ни на какие её качества. Все они — и рудракша, и индракша, и бхадракша — одинаково ценны и могут быть использованы как в ритуале почитания Шивы, так и в ежедневном ношении.

## Рудракша вшиваизмеишактизме
Из высушенных плодов рудракши изготавливают одноимённые чётки джапа-мала — рудракша-мала. В сморщенной оболочке плода при этом видят несколько (обычно пять) лиц, отчего каждое из 108 зёрен чёток символизирует Шиву.
В одной из глав «Чандраджнана-агамы» описывается эффект от ношения плодов рудракши (перевод с санскрита О. Ерченкова).

### Островные Рудракши
Рудракши, растущие на крупных островах ЮВА (Бали, Ланка, Панган) и Тихого Океана, в силу различных климатических зон плодоносят круглый год, хотя главным сезоном остается февраль-март. Островные Рудракши могут существенно отличаться от материковых — по форме, количеству Мукхи (ликов) и пр.

## Галерея
- Сушёный плод рудракши вблизи — видно проделанное отверстие.
- Сушёные плоды дерева рудракша.
- Чётки из плодов рудракши — 108 и одна бусина.
- Подвеска из плода рудракши — 14 «лиц».
- Рентген плода рудракши с 10-ю мукхи — видно 10 камер хранящих семена и пустую центральную.
- Плод рудракши с 7-ю мукхи в разрезе.
- Гирлянда из священных двойных семян.
- Сырой плод рудракши на дереве.
- Сырые плоды рудракши сразу после сбора, плоды синеют по мере созревания.
- Синие фрукты рудракши.
- При сушке плоды рудракши чернеют.
- Деревья рудракши.
- Дерево рудракши с цветами.
- Цветок рудракши на близком расстоянии.
- Росток рудракши пробился из плода.
- Листья и плоды рудракши.
- Дерево рудракши.